# Молодь проти ЄС (Норвегія)
Ungdom mot EU (Молодь проти ЄС) є молодіжною організацією
Nei til EU, яка виступає проти майбутнього членства Норвегії та
адаптації до Європейського Союзу (ЄС). Їхніми головними
аргументами проти членства Норвегії в ЄС є демократія,
екологічні проблеми та солідарність, стверджуючи, що ЄС
підриває демократичні процеси, завдає шкоди навколишньому
середовищу та є перешкодою для економічного зростання країн,
що розвиваються.[1]
| Ім'я                                 | років            |
| ------------------------------------ | ---------------- |
| Френкі Солберг Род                   | 2020 –           |
| Рейдун Бернтсен Хегген               | 2019 – 2020 роки |
| Ейрік Фенстад Торбйорнсен            | 2018 – 2019 роки |
| Сивер Глорденсіо Мендоза Захаріассен | 2016 – 2018 роки |
| Åsa Kjerstine Kjølberg Moen          | 2015 – 2016 роки |
| Бйорн Ола Опсал                      | 2014 – 2015 роки |
| Мадс Офейм                           | 2013 – 2014 роки |
| Марте Густад Іверсен                 | 2011 – 2012 роки |
| Розповідь Марте Делен                | 2010 – 2011 роки |
| Сігрід З. Хейберг                    | 2009 – 2010 роки |
| Торе Сіверт Хага                     | 2007 – 2008 роки |
| Гунвор Хасс                          | 2006 – 2007 роки |
| Гедда Хаакестад                      | 2004 – 2005 роки |
| Марія Вальберг                       | 2002 – 2003 роки |
| Марія Лінгстад                       | 2000 – 2001 роки |
| Труде Соренсен                       | 1999 – 2000 роки |
| Хокон Флеммен                        | 1997 – 1999 роки |
| Карі Енн Мо                          | 1995 – 1997 роки |
| Халвард Інгебрігтсен                 | 1993 – 1995 роки |
| Олав Саннес Віка                     | 1991 – 1993 роки |

## Зовнішні посилання
- Офіційний веб-сайт